# موکرا (استان اوپوله)
موکرا (به لاتین: Mokra) یک روستا در لهستان است که در گمینا بیاوا (استان اوپوله) واقع شده‌است.